# Gao Lei
Gao Lei (nascut el 3 de gener de 1992) en un gimnasta xinès de trampolí. Ha representat al seu país en diverses competicions internacionals, com el Campionat Mundial de 2015, on va guanyar la medalla d'or en l'esdeveniment individual. Als Jocs Olímpics de Rio de Janeiro 2016, va finalitzar en el tercer lloc en l'esdeveniment individual, per darrere del seu compatriota Dong Dong i del belarús Uladzislau Hancharou.